# Symploce dimorpha
Symploce dimorpha är en kackerlacksart som beskrevs av Bei-Bienko 1958. Symploce dimorpha ingår i släktet Symploce och familjen småkackerlackor. Inga underarter finns listade i Catalogue of Life.